# Alexander and the Terrible, Horrible, No Good, Very Bad Day (romanzo)
Alexander and the Terrible, Horrible, No Good, Very Bad Day è un romanzo per ragazzi del 1972 di Judith Viorst.
Il romanzo ha un adattamento cinematografico, Una fantastica e incredibile giornata da dimenticare, del 2014.